# Slavomil Vencl
Slavomil Vencl (* 18. Oktober 1936 in Langentriebe in Ostböhmen; † 23. Juni 2019) war ein tschechischer Archäologe.
Vencl studierte von 1954 bis 1959 Archäologie an der Karls-Universität Prag, wo er 1968 promoviert wurde. 1959 arbeitete er im dortigen Nationalmuseum, wechselte aber noch im selben Jahr an das Institut für Archäologie. 1979 bis 2002 übernahm er verschiedene Lehrstühle, darunter in Frankreich und Großbritannien, und war von 1998 bis 2001 Dozent an der Westböhmischen Universität in Pilsen.
Sein ursprünglicher Schwerpunkt lag auf der Jungsteinzeit und der Kupferzeit, doch wandte er sich zunehmend der Alt- und Mittelsteinzeit zu. International bekannt wurde er durch seine letztlich zurückgewiesene Datierung des ältesten Werkzeugfundes in Tschechien an der Fundstelle Beroun-Autobahn und für sein Überblickswerk über die Urgeschichte Böhmens.
Vencl war Redakteur der Fachzeitschriften Výzkumy v Čechách (1968–1970) und Archeologické rozhledy (1973–1985). Ab 1998 war er Mitglied in der Učené společnosti České republiky, der Gelehrten Gesellschaft der Tschechischen Republik.
Seine Frau war die Archäologin Natalie Venclová (* 27. November 1945).

## Veröffentlichungen (Auswahl)
- Kamenné nástroje prvních zemědělců ve střední Evropě, in: Sborník Národního muzea v Praze 14A,1-2 (1960). (Steinwerkzeuge der frühesten Bauern in Europa)
- Das Spätpaläolithikum in Böhmen, in: Anthropologie 8,1 (1970) 3–68.
- mit Miroslav Buchvaldek (Hrsg.): Přehled pravěku světa, Prag 1976. (Überblick über die weltweite archäologische Forschung)
- K otázce zániku sběračsko-loveckých kultur, in: Archeologické rozhledy 34 (1982) 648–694 (zum Ende der Jäger- und Sammlerkulturen).
- War and Warfare in Archaeology, in: Journal of Anthropological Archaeology 6 (1984) 116–132.
- The role of hunting-gathering populations in the transition to farming: a Central European perspective, in: Marek Zvelebil (Hrsg.): Hunters in Transition, Cambridge University Press, Cambridge 1986, S. 43–51.
- mit Jan Fridrich: Investigations into the Palaeolithic and Mesolithic, 1969–1993, in: 25 years of archeological research in Bohemia, Památky archeologické – Supplementa 1, 1994, S. 11–22.
- The Archeology of Thirst, in: Journal of European Archaeology 2/2 (1994) 299–326.
- mit Beiträgen von Oldřich Fejfar, Jiří Kovanda, Evžen Neustupný: Hostim – Magdalenian in Bohemia, Prag 1995.
- Late Upper and Late Paleolithic in the Czech Republic, in: Folia Quaternaria 70 (1999) 289–296.
- mit Karel Valoch: Die paläolithische und mesolithische Besiedlung des Hügels Ládví in Prag 8-Ďáblice, in: Památky archeologické 92 (2001) 5–73.
- Nejstarší osídlení jižních Čech. Paleolit a  mezolit, Prag 2006. (zur frühesten Besiedlung Böhmens)
- (Hrsg.): The Prehistory of Bohemia, Bd. 1: Palaeolithic and Mesolithic, Prag 2013.